# 4292 Aoba
A 4292 Aoba (ideiglenes jelöléssel 1989 VO) a Naprendszer kisbolygóövében található aszteroida. Koishikawa Masahiro fedezte fel 1989. november 4-én.